# مارتين الرابع
البابا مارتن الرابع, ((باللاتينية: Martinus IV); c. 1210/1220 – 28 آذار / مارس 1285), ولد سيمون دي بريون، كان البابا من 22 شباط / فبراير 1281 إلى وفاته في 1285. وكان آخر الفرنسيين الذين اعتلوا الكرسي الباباوي في روما إذ أن كل الباباوات اللاحقين اتخذوا افينيون مركزا لهم فيما عرف بـالياياوية الفينيونية.